# حسین‌خان شاهسون
حسین‌خان شاهسون اینانلو (درگذشته ۱۲۹۲ قمری) نظامی و دولتمرد دوران قاجار بود.
حسین‌خان از فرماندهان لشکر ایران در فتح هرات به سال ۱۲۷۳ قمری بود. پس از فتح هرات به تهران آمد و مورد تشویق ناصرالدین شاه قرار گرفت و به درجه سرتیپی ارتقا یافت. در سال ۱۲۷۴ به سمت چاپارچی (رئیس کل اداره پست) منصوب شد. در سال ۱۲۷۶ قمری ملقب به شهاب‌الملک شد. در سال ۱۲۸۲ به درجه امیرتومانی ارتقا یافت و در سال بعد به فرماندهی قشون خراسان منصوب شد و به جنگ با ترکمن‌ها رفت که همیشه مرزهای شمالی خراسان را مورد تاخت و تاز قرار می‌دادند. پس از درگذشت اسماعیل خان وکیل‌الملک به جای او حاکم کرمان شد. در سال ۱۲۸۹ قمری میرزا حسین‌خان سپهسالار، صدراعظم ناصرالدین‌شاه، مراد میرزا حسام‌السلطنه را به سبب سرپیچی از دستورها از حکومت خراسان عزل کرد. حسین خان به جای حسام‌السلطنه به حکومت خراسان منصوب شد و مامور شد که به سرعت حرکت کرده و خود خبر عزل را در مشهد به حسام‌السلطنه برساند و او را روانه تهران سازد. در سال ۱۲۹۱ قمری ملقب به نظام‌الدوله شد و در ۲۳ محرم سال ۱۲۹۲ قمری در حالی که همچنان حاکم خراسان بود در مشهد درگذشت.